# Ubatã
Ubatã este un oraș în statul Bahia (BA) din Brazilia.